# Platystele hirtzii
Platystele hirtzii är en orkidéart som beskrevs av Carlyle August Luer. Platystele hirtzii ingår i släktet Platystele och familjen orkidéer. Inga underarter finns listade i Catalogue of Life.